# Tenis criollo
El tenis criollo o tenis con paleta es un deporte que se practica en un terreno llano, rectangular, dividido por una red intermedia, jugado con paletas muy parecidas a la de Pelota vasca que se disputa entre dos jugadores (individuales) o entre dos parejas (dobles) y el cual consiste en golpear la pelota con la paleta para que vaya de un lado al otro del campo pasando por encima de la red.

## Historia
La actividad nació en Santa Fe Capital después que un gran incendio destruyera gran parte del Club Regatas, entonces un grupo de jóvenes con su imaginación y restos de remos que habían quedado después de la catástrofe crearon el tenis con paleta.

## Modo de juego
Este se juega entre contrincantes compuesto cada uno por uno (1) o dos (2) jugadores, y tiene por objetivo enviar la pelota por sobre la red, y dentro del ancho correspondiente, al sector rival, golpeándola con la paleta de volea o después de un pique, con un golpe por bando alternativamente hasta conquistar cierta cantidad de tantos.

### Medidas de la cancha
El tenis se juega en una pista rectangular. Sus medidas exactas están definidas en el Sistema Internacional de Unidades y no varían dependiendo de la modalidad en que se juegue esta mide 18,50 metros de largo y 8,50 metros de ancho. 
Una malla a forma de red divide a la pista en dos mitades, en las cuales se dividen oponentes. La altura de la red en los postes es de 0,80 metros.

### Sistema de puntuación
Un partido de tenis está compuesto por chicos, el primero en ganar un número determinado de chicos es el ganador. Cada chico está integrado por tantos. En cada juego hay un jugador que saca, el cual se va alternando. Un chico es equivalente al set del tenis inglés.
El primer jugador en ganar 2 chicos, gana el juego. Cada chico se termina cuando un jugador llega a 16 puntos con diferencia mínima de 2 puntos con su rival a excepción de la categoría Primera Caballeros, que se juega al mejor de 20 puntos, con diferencia mínima de 2 puntos. 

### Paleta
El deporte se juega con una paleta de madera, de fibra de carbono o fibra de vidrio que son actualmente las más usadas u otra aprobada por la federación. Las marcas más populares son El Vasquito, Dabber, Guastavino. 

## Categorías

### Masculino
La rama masculina se divide en las categorías Quinta Caballeros, Cuarta Caballeros, Tercera Caballeros, Segunda Caballeros, Primera Caballeros, siendo esta la máxima categoría alcanzada. También existen las categorías Veteranos A y Veteranos B, que se delimitan por la edad.

### Femenino
En la categoría femenina actualmente la división de categorías es Cuarta Damas, Tercera Damas, Segunda Damas y Primera Damas, siendo esta la máxima categoría alcanzada. También existe la categoría Veteranas A y Veteranas B. 

## Asociaciones y clubes

### Asociación Santafesina
- Club Banco Provincial
- Club Nautico El Quilla
- Club Ferroviario
- Club Gimnasia y Esgrima
- Club Unión y Progreso
- Club Jorge Newbery
- Club Atlético Argentino
- Club San Carlos Centro
- Club General Güemes
- Club Atlético Libertad

### Asociación Rosarina
- Club Náutico Sportivo Avellaneda
- Club Bancario
- Club Atlético Sportivo Alberdi
- Club Suderland
- Club Reflejos

### Asociación Sanjustina
- Club Atlético Tiro Federal
- Club Colón
- Club San Justino
- Club Escalada

### Asociación Metropolitana
- Club Comunicaciones
- Club Atletico San Antonio de Padua
- Club Social y Deportivo 77 Futbol Club

### Asociación Ensenadense
- Club Náutico de Ensenada

## Jugadores Históricos
- Adrián Politi, un singlista imbatible. Nació el 6 de agosto de 1966 en Santa Fé. En su trayectoria representó a los clubes Gimnasia y Esgrima y Club Náutico El Quilla. Se desempeña como profesor de Educación Física, Profesor Nacional de Tenis, Entrenador Nacional de Tenis, capacitado en formación motriz. Dentro del Tenis Criollo, fue N° 1 en el Ranking nacional desde 1985 a 1990. Ganador del Master de Tenis Criollo, Torneo de Campeones que juegan los 8 mejores del país, en Gimnasia y Esgrima en 1986, superando a Emilio Cervasi de Buenos Aires.
- 1987-1989: Campeón Argentino de Tenis con Paleta.

- 1991-1999: Campeón Provincial de Pádel. Número 1 del ranking.

Politi también fue jugador de Pádel, donde se consagró como campeón en todas las categorías inferiores, y en Primera llegó a estar entre las 10 mejores parejas, desde 1993 a1996. N° 1 en Santa Fe hasta el año 2000.
- Gabriel Solari nació el 10 de octubre de 1978. Inició a jugar en el Club Banco, representó también al Club Unión y Progreso, actualmente lo hace para el Club Ferroviario. Es uno de los mejores jugadores de todos los tiempos. De los últimos años es el más ganador en Torneos Interclubes y en Campeonatos Argentinos. El tenista santafesino tiene una larga historia de victorias y consagraciones en torneos argentinos. Desde sus épocas de menores, cadetes, o juveniles, y siempre luchando contra una misma sombra negra: el rosarino Alejandro Corizzo. Pero, después de lograr el primer puesto en varias ocasiones, en 2007 llegó con un regalo extra bajo el brazo: la triple corona (individuales y dobles de primera, más el doble mixto), reservada para unos pocos.

Gabriel sigue en actividad, logró su último campeonato el 12 de octubre de 2024 a pocos días de cumplir 46 años, venciendo en la final a Lautaro Spizzo. De esa manera consiguió consgrarse en el Torneo Nacional de Tenis Criollo Club Jorge Newbery Marcelino Escalada, donde también alcanzaría la final en la categoría Doble Mixto junto a Candela Pianetti, cayendo por 8-16/ 13-16 contra la pareja Dándolo-Bazzola 
- Cristian Resek, nació el 29 de septiembre de 1972. Comenzó a jugar al Tenis Criollo a sus 16 años el club del M.O.S.P. (Ministerio de Obras y Servicios Públicos). Luego de llegar a varias finales y consgrarse en 2001, en el año 2002 forma pareja con Gabriel Solari donde conseguirían los campeonatos Argentinos de los años 2002, 2003, 2005, 2007, 2008 y 2009. En tanto que en la modalidad Individual lo consiguió en 2008 y 2010.

Su último título fue en el 75° Campeonato Argentino de Tenis con Paleta organizado por la Asociación Rosarina, venciendo en la final de la categoría "Veteranos A" a Victor Góngora de Rosario.
- Alejandro Corizzo, nacido en la ciudad de Rosario representó al Club Bancario y es reconocido por ser uno de los mejores jugadores de la ciudad. Consiguió 8 campeonatos Argentinos, 7 de manera consecutiva en la modalidad Individual Primera en los años, 1994, 1995, 1996, 1997, 1998, 1999 y 2000, siendo el 2004 el último año donde logró alzarse con el título. En la modalidad Doble Primera Caballeros se consagró en los años 1995, 1996, 1997, 1998, 1999, 2000 y 2004 junto a Eduardo Gianotto del Club Bancario.

Actualmente Alejandro no juega mas al Criollo, se desempeña como Licenciado en Educación Física brindado entrenamientos y formando entrenadores con una trayectoria de más de 25 años en el rubro. 
- Fernando Passante, nació el 2 de mayo de 1983 y compite para el club Ferroviario de la ciudad de Santa Fe. Empezó a jugar a los 10 años, en el 1993. Su profesor fue Rufino Ramirez, campeón Argentino en los años 1965 y 1968. En sus inicios compartió nivel con los mejores jugadores del circuito pero demostró que su tenis es de gran nivel, consiguiendo así su primer título Campeonato Argentino en la categoría Individual Primera Caballeros el año 2001, logro que conseguiría también en 2003 y 2005. En la modalidad Dobles, durante el 2024 estuvo invicto consiguiendo así consagrase en todos los torneos que disputó ese año junto con su compañero Lautaro Spizzo, juntos se alzaron con el 74° Campeonato Argentino de Tenis con Paleta en la categoría Dobles Primera Caballeros, que estuvo a cargo de la Asociación Metropolitana. Ese año consiguieron 7 títulos más en dobles cerrando así un año donde nadie los pudo vencer.

Recientemente Fernando disputó el 75° Campeonato Argentino de Tenis con Paleta organizado por la Asociación Rosarina donde alcanzó las semifinales perdiendo contra Agustin Alvelda por 15-20/12-20. 
- Lautaro Corthey, nacido el 7 de junio de 1998 en Santa Fe, Argentina. Tenía cuatro años cuando empezó a jugar al tenis, heredado de su abuelo Adolfo. Consiguió 14 títulos nacionales y fue el primer menor en la historia en conseguir el Campeonato Argentino en la categoría Individual Primera Caballeros con 17 años en el año 2015, resultado que lograría de manera consecutiva hasta el 2018.

En el 2019 se alejó del Tenis Criollo, para profesionalizarse en el tenis inglés, consiguiendo sus primeros puntos ATP en el Challenger de Santa Fe en el 2023. 
- Gladys Rinaudo, nació el 4 de diciembre de 1968, empezó a jugar Tenis Criollo a los 11 años en el Club Suderland de la ciudad de Rosario. Su hermano, Jorge, era quien le enseñaba a pasar la pelota. Representó al Club Náutico Sportivo Avellaneda de la ciudad de Rosario. Dueña de una zurda potente y una muñeca inigualable, consiguió consagrarse de manera consecutiva del Campeonato Argentino de Tenis Criollo en la modalidad Individual Primera Damas en los años 1988, 1989, 1990. Tuvo un corto pero gran paso por el Tenis Criollo.

Gladys, como muchos de su categoría, luego empezó a jugar al Pádel. Allí tuvo una actuación formidable consiguiendo distintos títulos:
- Campeona Mundial por Equipos con la selección argentina, en el II Campeonato Mundial de Pádel (Mendoza, Argentina, 1994)
- Campeona Mundial por Equipos con la selección argentina, en el III Campeonato Mundial de Pádel (Madrid, España, 1996)
- Subcampeona Mundial por Equipos con la selección argentina, en el IV Campeonato Mundial de Pádel (Mar del Plata, Argentina, 1998)
- Subcampeona Mundial por Equipos con la selección argentina, en el V Campeonato Mundial de Pádel (Toulouse, Francia, 2000)
- Campeona Sudamericana por Equipos con la selección argentina (Brasil, 1995)
- Campeona del Master Final del Circuito Profesional femenino (Olivos, Bs.As., 2009)
- Ganadora del premio JUGADORA REVELACION DE PADEL, otorgado por el Diario Clarín, 1994.
- Galardonada con el premio “Jugadora destacada de Rosario” años 2007-2012.
- Cecilia Morello, nació el 14 de agosto de 1983. Jugadora del Club Banco de la ciudad de Santa Fe, irrumpió en la máxima categoría y logró conseguir 6 Campeonatos Argentinos consecutivos en la modalidad Individual Primera Damas, logro que aún no fue conseguido por otra jugadora. Formó pareja de dobles mixtos con Marcelo García donde también consiguieron alzarse con este campeonato.

Cecilia se encuentra en actividad y su último torneo fue el 74° Campeonato Argentino de Tenis con Paleta, donde jugó la segunda etapa cayendo en las semifinales ante Mora Di por 15-17/16-12/8-16.

## Historial Campeones Argentinos

### Individual Primera Caballeros
| Año  | Asociación               | Nombre                |
| ---- | ------------------------ | --------------------- |
| 1951 | Club Regatas Santa Fe    | Bertuzzi, Antonio M.  |
| 1952 | Club Vitro               | Buiese, Danilo G.     |
| 1953 | Asociación Rosarina      | De Bonis, Miguel A.   |
| 1954 | Club Regatas Santa Fe    | Buiese, Danilo G      |
| 1955 | Asociación Santafesina   | Buiese, Danilo G      |
| 1956 | Asociación Santafesina   | Buiese, Danilo G      |
| 1957 | Asociación Santafesina   | Yunges, Edmundo       |
| 1958 | Asociación Santafesina   | Storani, Pedro A.     |
| 1959 | Asociación Santafesina   | Bordón, Rodolfo       |
| 1960 | Asociación Santafesina   | Buise, Danilo G.      |
| 1961 | Asociación Santafesina   | Bogliolo, Juan A.     |
| 1962 | Asociación Santafesina   | Danilo G. Buiese      |
| 1963 | Asociación Santafesina   | Juan A. Bogliolo      |
| 1964 | Asociación Santafesina   | Rodolfo Bordón        |
| 1965 | Asociación Santafesina   | Rufino J. Ramírez     |
| 1966 | Asociación Santafesina   | Juan C. Bredels       |
| 1967 | Asociación Santafesina   | Pedro A. Storani      |
| 1968 | Asociación Santafesina   | Rufino J. Ramírez     |
| 1969 | Asociación Corondina     | Carlos R. Ricardo     |
| 1970 | Asociación Corondina     | Carlos R. Ricardo     |
| 1971 | Asociación Santafesina   | Francisco S. García   |
| 1972 | Asociación Santafesina   | Francisco S. García   |
| 1973 | Asociación Santafesina   | Vicente Alvarez       |
| 1974 | Asociación Sanjustina    | Osvaldo R. Truchet    |
| 1975 | Asociación Corondina     | Carlos R. Ricardo     |
| 1976 | No se disputó            | No se disputó         |
| 1977 | Asociación Corondina     | Carlos R. Ricardo     |
| 1978 | Asociación Santafesina   | Francisco S. García   |
| 1979 | Asociación Santafesina   | Juan C. Roteta        |
| 1980 | Asociación Santafesina   | Vicente Alvarez       |
| 1981 | Asociación Metropolitana | Dag, Juan J.          |
| 1982 | Asociación Santafesina   | Garcia, Franciso S.   |
| 1983 | Asociación Metropolitana | Perino, Victor        |
| 1984 | Asociación Santafesina   | Alvarez, Vicente      |
| 1985 | Asociación Metropolitana | Dag, Juan J.          |
| 1986 | Asociación Metropolitana | Dag, Juan J.          |
| 1987 | Asociación Bonaerense    | Cervasi, Emilio       |
| 1988 | Asociación Bonaerense    | Cervasi, Emilio       |
| 1989 | Asociación Santafesina   | Politti, Adrián       |
| 1990 | Asociación Santafesina   | Politti, Adrián       |
| 1991 | No se disputó            | No se disputó         |
| 1992 | Asociación Metropolitana | Savransky, Marcelo F. |
| 1993 | Asociación Metropolitana | Savransky, Marcelo F. |
| 1994 | Asociación Rosarina      | Corizzo, Alejandro    |
| 1995 | Asociación Rosarina      | Corizzo, Alejandro    |
| 1996 | Asociación Rosarina      | Corizzo, Alejandro    |
| 1997 | Asociación Rosarina      | Corizzo, Alejandro    |
| 1998 | Asociación Rosarina      | Corizzo, Alejandro    |
| 1999 | Asociación Rosarina      | Corizzo, Alejandro    |
| 2000 | Asociación Rosarina      | Corizzo, Alejandro    |
| 2001 | Asociación Santafesina   | Passante, Fernando    |
| 2002 | Asociación Santafesina   | Solari, Gabriel       |
| 2003 | Asociación Santafesina   | Passante, Fernando    |
| 2004 | Asociación Rosarina      | Corizzo, Alejandro    |
| 2005 | Asociación Santafesina   | Passante, Fernando    |
| 2006 | Asociación Santafesina   | Solari, Gabriel       |
| 2007 | Asociación Santafesina   | Solari, Gabriel       |
| 2008 | Asociación Santafesina   | Resek, Cristian       |
| 2009 | Asociación Metropolitana | Gaudio, Pablo         |
| 2010 | Asociación Santafesina   | Resek, Cristian       |
| 2011 | Asociación Santafesina   | Solari, Gabriel       |
| 2012 | Asociación Santafesina   | Solari, Gabriel       |
| 2013 | Asociación Rosarina      | Armentano, Federico   |
| 2014 | Asociación Rosarina      | Armentano, Federico   |
| 2015 | Asociación Santafesina   | Corthey, Lautaro      |
| 2016 | Asociación Santafesina   | Corthey, Lautaro      |
| 2017 | Asociación Santafesina   | Corthey, Lautaro      |
| 2018 | Asociación Santafesina   | Corthey, Lautaro      |
| 2019 | Asociación Rosarina      | Armentano, Federico   |
| 2020 | No se disputó            | No se disputó         |
| 2021 | Asociación Santafesina   | Strada, Nicolas       |
| 2022 | Asociación Santafesina   | Strada, Nicolas       |
| 2023 | Asociación Rosarina      | Gianotto, Leandro     |
| 2024 | Asociación Santafesina   | Brondino, Ezequiel    |
| 2025 | Asociación Santafesina   | Velazquez, Emiliano   |

## Tenis en el mundo
El tenis criollo no está muy popularizado en el mundo, en su gran mayoría quienes lo practican son jugadores de nacionalidad argentina donde este deporte goza de bastante aceptación, particularmente en la Provincia de Santa Fe y en menor medida en la Provincia de Buenos Aires.